# Tranemosjön
Tranemosjön är en sjö i Tranemo kommun i Västergötland och ingår i Ätrans huvudavrinningsområde. Sjön är 10 meter djup, har en yta på 0,223 kvadratkilometer och befinner sig 157,1 meter över havet.

## Delavrinningsområde
Tranemosjön ingår i det delavrinningsområde (637555-135206) som SMHI kallar för Ovan Musån. Medelhöjden är 190 meter över havet och ytan är 17,23 kvadratkilometer. Räknas de 19 avrinningsområdena uppströms in blir den ackumulerade arean 518,39 kvadratkilometer. Assman (Jälmån) som avvattnar avrinningsområdet har biflödesordning 2, vilket innebär att vattnet flödar genom totalt 2 vattendrag innan det når havet efter 121 kilometer. Avrinningsområdet består  mestadels av skog (61 %) och sankmarker (13 %). Avrinningsområdet har 0,22 kvadratkilometer vattenytor vilket ger det en sjöprocent på 1,3 %. Bebyggelsen i området täcker en yta av 2,46 kvadratkilometer eller 14 % av avrinningsområdet.